# Ирих
И́рих (чув. Йĕрĕх) — по традиционным верованиям чувашей, демиург, брат Ульчи, дух-хранитель домашнего очага (домовой); Основное требование к божеству — это мирная жизнь в семье и обществе.

## Мифологический образ
Считается, что когда-то давным-давно она была старой девой и занималась знахарством, лечением. 

При жизни она настолько прославилась своим умением лечить, что после смерти начали её уважать и в молитвах обращаться к ней при опухолях и глазных болезнях. Телесно она не видна, а появляется иногда во сне в образе старой девы. Вообще считается добрым духом, так как лечит болезни. Но если её обидеть, может навредить.
Первоначальный образ Йĕрĕха был аналогичен общетюркскому Эрлику. Являлся демиургом.

## Этимология
Наименование Йĕрлĕх имеет прямое отношение к слову Эрлик, где применяется типичный для чувашского языка хитаизм, когда тюркское Q сменяется на Һ

## Культ
Ириху предоставлялось место для обитания в углу дома Хĕрлĕ кĕтес в особом лукошке «Йĕрĕх пĕрни»: вывешиваемое на недоступной для детей высоте в избе или других строениях. В некоторых местностях представляют собой фигурки, символизирующих Ириха. Изготавливались эти куклы из дерева, глины или отливались из олова в виде фигурок-кукол в женских или девичьих традиционых нарядах. Иногда это был пучек из веток рябины связанны в форме человека, с одетым платьем. Реже в качестве Ириха представлялись лиственные деревья и кустарники, которым приносились жертвы, дерево символизировало связь веток с корнями. Связку веток этого растения держали в клети, часто его передавали девушкам, выходящим замуж. Так Ирихи передавались из поколения в поколения по женской линии.
Типичным было моление Ириху в родовом доме. При заболеваниях домочадцев ему приносили жертвенные дары: кусочки свинца, серебряные монеты, лоскутки шёлка, еду, которые клали в кузовок. С появлением христианства, чуваши ирихов в лукошке сплавляли и отпускали по реке.
Отголоском культ Ириха напоминает японский праздник Хинамацури — традиционный «День девочек». В этот день девочки выставляют на всеобщее обозрение особых кукол, передаваемых множеством семей от поколения к поколению.

## Занятия и образ жизни
Обиталищами Йерех считались клети, амбары, овраги, мосты.

## Магия предметов, связанных с ирих

### Жертвоприношение
При заболевании кожными и глазными болезнями Йерех приносились жертвенные дары: кусочек свинца, серебряные монеты, лоскуток шелка, еда, которые клали в йĕрĕх пĕрни — кузовок из вяза. 

Основное требование духа-хранителя — это мирная жизнь. Йерех представлялся в женском облике (по преданию, он произошел от старой девы). При выходе замуж девушка брала с собой вязовый кузовок и вешала его на новом месте.

Место обитания йереха называлось Вайкилли. Это место чужим людям не показывали. Часто место это имело в названии принадлежность какому либо роду: Вайкилли Уртемея и т. д.